# Arnoglossus thori
Arnoglossus thori es una especie de pez de la familia Bothidae en el orden de los Pleuronectiformes.

## Hábitat
Es un pez de mar.

## Morfología
• Pueden llegar alcanzar los 18 cm de longitud total.

## Distribución geográfica
Se encuentra desde las  costas de Irlanda hasta Sierra Leona y Cabo Verde. También en el Mediterráneo Occidental y el Mar Negro.